# العلاقات التشيلية اللاتفية
العلاقات التشيلية اللاتفية هي العلاقات الثنائية التي تجمع بين تشيلي ولاتفيا.

## مقارنة بين البلدين
هذه مقارنة عامة ومرجعية للدولتين:
| وجه المقارنة                                              | تشيلي                         | لاتفيا                                             |
| --------------------------------------------------------- | ----------------------------- | -------------------------------------------------- |
| المساحة (كم2)                                             | 756.10 ألف                    | 64.59 ألف                                          |
| عدد السكان (نسمة)                                         | 17.37 مليون                   | 1.93 مليون                                         |
| الكثافة السكانية (ن./كم²)                                 | 22.97                         | 29.88                                              |
| العاصمة                                                   | سانتياغو                      | ريغا                                               |
| اللغة الرسمية                                             | اللغة الإسبانية               | اللغة اللاتفية                                     |
| العملة                                                    | بيزو تشيلي، وحدة حساب تشيلية ‏ | يورو، لاتس لاتفي، الروبل اللاتفي ‏، الروبل اللاتفي ‏ |
| الناتج المحلي الإجمالي (بليون دولار)                      | 277.08 مليار                  | 30.26 مليار                                        |
| الناتج المحلي الإجمالي (تعادل القوة الشرائية) بليون دولار | 419.39 مليار                  | 49.24 مليار                                        |
| الناتج المحلي الإجمالي الاسمي للفرد دولار أمريكي          | 13.42 ألف                     | 14.06 ألف                                          |
| الناتج المحلي الإجمالي للفرد دولار أمريكي                 | 22.07 ألف                     | 23.55 ألف                                          |
| مؤشر التنمية البشرية                                      | 0.832                         | 0.819                                              |
| رمز المكالمات الدولي                                      | +56                           | +371                                               |
| رمز الإنترنت                                              | .cl                           | .lv                                                |
| المنطقة الزمنية                                           | 00، 00، 00، 00                | ت ع م+02:00، ت ع م+03:00، أوروبا/ريغا ‏             |

## مدن متوأمة
في ما يلي قائمة باتفاقيات التوأمة بين مدن تشيلية ولاتفية:
- ترتبط سانتياغو مع ريغا باتفاقية توأمة.

## منظمات دولية مشتركة
يشترك البلدان في عضوية مجموعة من المنظمات الدولية، منها:
| علم المنظمة | اسم المنظمة                               | تاريخ انضمام تشيلي | تاريخ انضمام لاتفيا |
| ----------- | ----------------------------------------- | ------------------ | ------------------- |
|             | مؤسسة التنمية الدولية                     | 30 ديسمبر 1960     | 11 أغسطس 1992       |
|             | يونسكو                                    | 7 يوليو 1953       | 9 يوليو 1951        |
|             | وكالة ضمان الاستثمار متعدد الأطراف        | 12 أبريل 1988      | 21 أغسطس 1998       |
|             | منظمة التعاون الاقتصادي والتنمية          | ?                  | 16 يونيو 2016       |
|             | الأمم المتحدة                             | 24 أكتوبر 1945     | 17 سبتمبر 1991      |
|             | الفريق المعني برصد الأرض                  | ?                  | ?                   |
|             | الاتحاد البريدي العالمي                   | ?                  | ?                   |
|             | البنك الدولي للإنشاء والتعمير             | 31 ديسمبر 1945     | 11 أغسطس 1992       |
|             | المنظمة الهيدروغرافية الدولية             | ?                  | ?                   |
|             | الاتحاد الدولي للاتصالات                  | 1908               | 11 ديسمبر 1921      |
|             | منظمة حظر الأسلحة الكيميائية              | ?                  | ?                   |
|             | مؤسسة التمويل الدولية                     | 15 أبريل 1957      | 29 سبتمبر 1993      |
|             | المركز الدولي لتسوية المنازعات الاستشارية | 24 أكتوبر 1991     | 7 سبتمبر 1997       |
|             | منظمة التجارة العالمية                    | ?                  | 1999                |
|             | منظمة الشرطة الجنائية الدولية             | ?                  | ?                   |

## وصلات خارجية
- موقع وزارة الخارجية التشيلية
- موقع وزارة الخارجية اللاتفية